# Klorid
Kloridi so različne spojine s klorom, kar izključuje klorove spojine s kisikom in fluorom, kjer ima klor pozitivno vrednost oksidacijskega števila, saj sta elementa kisik in fluor bolj elektronegativna od klora in lahko le-tega oksidirata.
Poznamo veliko vrst kloridov, ki se navadno obnašajo kot mnoge halogenidne soli. Lastnosti kloridov se ločijo glede na element na katerega je klor vezan - kloridi d-bloka periodnega sistema so v večji meri kovalentne spojine, v katerih imajo kovine višja oksidacijska stanja. Te spojine tudi po navadi hidrolizirajo v stiku z vodo. Kloridi I. in II. skupine periodnega sistema so brezbarvne močno vodotopne soli - med te uvrščamo tudi sol, ki je natrijev klorid. Ravno tako se ločijo lastnosti kloridov po skupinah periodnega sistema.
Klor tvori spojine načeloma z vsemi elementi, razen z žlahtnimi plini, saj je premalo elektronegativen, da bi bil sposoben tvoriti spojine, kot jih je na primer fluor (XeF4, KrF2, XeF6 ipd. )